# رافد بدر الدين
رافد بدر الدين أحمد مواليد 30 سبتمبر 1976 في العراق، هو لاعب كرة قدم عراقي. يلعب كمدافع.

## المسيرة الاحترافية

### أندية لعب لها
- نادي أربيل